# North Potomac
North Potomac és una concentració de població designada pel cens dels Estats Units a l'estat de Maryland. Segons el cens del 2000 tenia 23.044 habitants.

## Demografia
Segons el cens del 2000, North Potomac tenia 23.044 habitants, 6.924 habitatges, i 6.245 famílies. La densitat de població era de 1.360,4 habitants per km².
Dels 6.924 habitatges en un 60% hi vivien nens de menys de 18 anys, en un 79,9% hi vivien parelles casades, en un 7,9% dones solteres, i en un 9,8% no eren unitats familiars. En el 7,6% dels habitatges hi vivien persones soles l'1% de les quals corresponia a persones de 65 anys o més que vivien soles. El nombre mitjà de persones vivint en cada habitatge era de 3,33 i el nombre mitjà de persones que vivien en cada família era de 3,51.
Per edats la població es repartia de la següent manera: un 34,2% tenia menys de 18 anys, un 5,7% entre 18 i 24, un 29,2% entre 25 i 44, un 27,2% de 45 a 60 i un 3,7% 65 anys o més.
L'edat mediana era de 36 anys. Per cada 100 dones de 18 o més anys hi havia 93,7 homes.
La renda mediana per habitatge era de 109.173 $ i la renda mediana per família de 112.277 $. Els homes tenien una renda mediana de 81.216 $ mentre que les dones 49.634 $. La renda per capita de la població era de 37.573 $. Entorn de l'1,5% de les famílies i el 2,1% de la població estaven per davall del llindar de pobresa.

## Poblacions més properes
El següent diagrama mostra les poblacions més properes.